# Cronartium
El género Cronartium es un género de hongos que pertenece al orden Pucciniales. Varias especies de Cronartium son causantes de un gran número de enfermedades (royas) que producen pérdidas considerables en árboles forestales. Algunas especies de Cronartium atacan al tallo principal o ramas de los árboles, de ahí que sean las más destructivas; también pueden atacar tan solo a las agujas u hojas, por lo que no son tan dañinas. Pueden ser muy destructivas si atacan a plántulas de los viveros o plantaciones recientes. 

## Especies del género Cronartium
El género Cronartium produce algunas royas severas del pino, roble y otros árboles, tales como:
- Cronartium appalachianum: Pinus virginiana, Santalaceae. Este de Norteamérica.
- Cronartium arizonicum: Pinus ponderosa y otros relacionados, Scrophulariaceae. Oeste de Norteamérica.
- Roya ampulante del pino blanco (Cronartium ribicola). Pinus subgro. Strobus, Grossulariaceae. Europa, Asia.
- Cronartium conigenum: Pinus subgro. Pinus, Fagaceae. Sudoeste de Norteamérica.
- Roya fusiforme de los pinos y robles (Cronartium quercuum f. sp. virginianae). Pinus subgro. Pinus, Fagaceae. Norteamérica, Asia
- Roya ampulante del pino-polipodio (Cronartium comptoniae). Pinus subgro. Pinus, Myricaceae. Norteamérica.
- Roya del pino-comandra (Cronartium comandrae). Pinus subgro. Pinus, Santalaceae. Norteamérica.
- Roya vesicular del pino (Cronartium flaccidum). Pinus subgro. Pinus, varias familias. Europa, Asia.
- Cronartium occidentale: Pinus subgro. Ducampopinus, Saxifragaceae. Sudoeste de Norteamérica.
- Cronartium stalactiforme: Pinus subgro. Pinus, Scrophulariaceae. Norteamérica.
- Cronartium strobilinum. Pinus subgro. Pinus, Fagaceae. Sudoeste Norteamérica.

## Hospedantes
El principal hospedante es el pino, donde se producen los daños de mayor consideración, aunque puede tener hospedantes alternos como varios arbustos silvestres o cultivados.

## Síntomas y signos
Por lo común, tienen el aspecto de numerosas manchas rojizas, anaranjadas, amarillas o incluso de color blanco que ocasiona la rotura de la epidermis, que no dejan de ser los cuerpos fructíferos que producen las esporas del hongo.